# Сокол, Владимир Харитонович
Владимир Харитонович Сокол (род. 4 сентября 1935, Каменское, Днепропетровская область) — советский хозяйственный, государственный и политический деятель.

## Биография
Родился в 1935 году в украинской семье в Каменском (Днепропетровская область). Член ВКП(б) с 1959 года.
С 1953 года — на хозяйственной, общественной и политической работе. В 1953—1960 гг. — курсант авиационной школы и авиационного училища.
После демобилизации из армии возвратился в Днепродзержинск, где жили родители, школьные друзья. Долго выбирать профессию не пришлось — пошел на ДМК работать прокатчиком. Работал дублером вальцовщика, вальцовщиком, старшим оператором прокатного стана.
Трудолюбие и творческая смекалка отличали почетного металлурга УССР  Владимира Харитоновича Сокола. Авторитет его – авторитет специалиста, профессионала – был исключительно высоким.
Когда на заводе в 70-е годы развернулось соревнование за выпуск продукции без брака, операторы В. Х.Сокол и В. А.Удовиченко возглавили это движение. Владимир Харитонович Сокол – инициатор еще одного почина «Каждый рабочий час – сверхплановая продукция!» Каждый час из установленных на стане динамиков звучали сообщения о ходе выполнения сменного задания. И каждый час работы В.Сокола был отмечен выдачей дополнительных тонн металла! Владимир Харитонович был удостоен высшей государственной награды страны – ордена Ленина.
Рабочий человек, на протяжении 15 лет Владимир Харитонович был причастен к решению множества важных дел государственного значения. Три созыва подряд избиратели называли его своим полномочным представителем в Верховном Совете СССР. Доступность, высокая степень ответственности, не показное, а искреннее внимание к нуждам человека труда, острый ум, глубокая компетентность – вот основные критерии, предопределившие депутатское долголетие Владимира Харитоновича Сокола.
Избирался депутатом Верховного Совета СССР 9-го, 10-го и 11-го созывов. Делегат XXIV съезда КПСС.